# Esporte Clube Vitória
Esporte Clube Vitória ili jednostavno Vitória je brazilski nogometni klub iz Salvador u Bahia. Osnovan je 1899. godine. Nadimak kluba je Leão. Klub trenutačno igra u prvoj brazilskoj ligi. Dugogodišnji rival Vitórije je protivnik iz iste savezne države, Esporte Clube Bahia. Dvoboji između ovih dvaju klubova poznati su kao Ba–Vi.

### Domaća natjecanja
- Copa do Nordeste

prvak (5): 1976, 1997, 1999, 2003, 2010
doprvak (3): 1998, 2000, 2002
- Campeonato Baiano

prvak (27): 1908, 1909, 1953, 1955, 1957, 1964, 1965, 1972, 1980, 1985, 1989, 1990, 1992, 1995, 1996, 1997, 1999, 2000, 2002, 2003, 2004, 2005, 2007, 2008, 2009, 2010, 2013
- Copa do Brasil

doprvak (1): 2010
- Série A

doprvak (1): 1993
- Série B

doprvak (1): 1992
- Série C

doprvak (1): 2006

## Vanjske poveznice
- (portugalski) Službena stranica
- (portugalski) Canal ECVitoria – najveće neslužbene stranice